# Peperomia pseudofurcata
Peperomia pseudofurcata är en pepparväxtart som beskrevs av C. Dc.. Peperomia pseudofurcata ingår i släktet peperomior, och familjen pepparväxter. Inga underarter finns listade i Catalogue of Life.